# AWStats
АВстат (англ. AWStats, Advanced Web Statistics) — прикладна програма написана на Perl, яка на основі лог-файлів (де фіксуються майже усі події вебсервера) генерує HTML- сторінки зі статистикою про роботу сайту та сервера. Поширюється під ліцензією GPL. 
Базовою перевагою AWStats є безплатність та постійний розвиток. Є українська локалізація.
Інший безплатний аналізатор веблогів Вебалайзер (на початок 2018 року) є меншим за розміром (~500 КБ проти ~3000 КБ AWStats), однак його останнє оновлення 2013 року.
AWStats є відкритим ПЗ, вільний репозитарій якого знаходиться на GitHub — AWStats Log Analyzer project (official sources) [Архівовано 11 червня 2018 у Wayback Machine.](англ.). 
Відсутність плати та легке і швидке оновлення коду при виході нової версії, активна система багтреків, такі умови дозволяють хостинговим компаніям зручно використовувати цю програму.

## Можливості
Повний аналіз лог-файлу дозволяє AWStats показувати такі звіти:
- Кількість відвідувань та кількість унікальних відвідувачів
- Тривалість візитів та останні відвідування
- Користувачі з аутентифікацією та останні перевірки аутентичності
- Дні тижня та години пік (сторінки, звернення, Кб за кожну годину та день тижня),
- Домени / країни хостів (сторінок, хітів, Кб, 269 доменів/країн, GeoIp виявлення);
- Список хостів, останні відвідування та список «unresolved» IP-адрес
- Найпопулярніші сторінки входу та виходу
- Тип файлів
- Статистика стиснення вебсторінок (для mod_gzip[en] або mod_deflate)
- ОС, що використовується (сторінки, звернення, КБ для кожної ОС, 35 ОС)
- Використовувані браузери (сторінки, звернення, КБ для кожного вебпереглядача, кожна версія (Web, Wap, медіабраузери: 97 браузерів, разом понад 450)
- Відвідування ботів (319 ботів)
- Атаки «хробаків» (5 родин черв'яків)
- Пошукові системи, ключові фрази та ключові слова, які використовуються для пошуку сайту (115 найвідоміших пошукових систем)
- HTTP-помилки (сторінка не знайдена з останнім реферером[en], …)
- Інші персоналізовані звіти на основі URL-адреси, параметрів URL-адреси, реферерного поля для різноманітних / маркетингових цілей
- Кількість разів, коли сайт «додається до закладки обраних»
- Розмір екрана (потрібно додати деякі теги HTML на індексній сторінці)
- Співвідношення браузерів з підтримкою: Java, Flash, RealG2, Reader, Quicktime читач, WMA читач, PDF читач (потрібно додати деякі теги HTML на індексній сторінці)
- Кластерний звіт для співвідношення завантаження балансованих серверів

## Безпеки
Програма CGI, що працює на вимогу, була об'єктом атак на безпеку, як і багато інших програм CGI. Організаціям, які бажають надати публічний доступ до своїх звітів з веб-аналітики, слід розглянути можливість створення статичних звітів у форматі HTML. Інструмент "на вимогу" все ще можна використовувати, обмеживши його використання лише внутрішніми користувачами. Слід вжити заходів проти спам рефералів. Функціональність фільтрації реферального спаму було додано у версії 6.5.